# الواح هخامنشی
الواح هخامنشی کتیبه‌های کوچکی هستند که در سال ۱۹۳۳ در تخت جمشید کشف شدند. این الواح اسنادی اداری از یک دوره ۲۰ ساله در طول پادشاهی داریوش یکم هستند که روی آنها به خط میخی و زبان عیلامی دربارهٔ حقوق و دستمزد، جیره غذا و سایر آمار و اطلاعات حکومتی مطالبی درج شده‌است.

## تاریخچه
باستان‌شناسان این الواح را سال ۱۳۱۳ در تخت جمشید کشف کردند و با موافقت دولت وقتِ ایران برای مطالعه و بررسی به دانشگاه شیکاگو امانت دادند. الواح در ۵۰ صندوق چوبی شامل حدود ۲۰۰۰ جعبهٔ مقوایی و چند پیت نفتی که در تخت جمشید به پارافین آب شده آغشته شده بودند، از طریق بوشهر به آمریکا فرستاده شدند.
از میان ۳۰ هزار لوح هخامنشی که به مؤسسه شرق‌شناسی شیکاگو به ودیعه سپرده شده، در سال ۱۳۲۷ تعداد ۱۷۹ لوح، در سال ۱۳۲۹ تعداد ۳۷ هزار لوح و در سال ۱۳۸۳ هم تعداد ۳۰۰ لوح دیگر به موزه ملی ایران ارسال شد. در دولت حسن روحانی بیش از ۱۷۰۰ لوح و در زمان دولت سید ابراهیم رئیسی هم بیش ۳۵۰۰ لوح از این مجموعه به ایران بازگردانده شد.
دیوان عالی ایالات متحده آمریکا، درخواست گروهی از شهروندان آمریکایی را که در سال ۱۹۹۷ در جریان یک بمبگذاری در اسرائیل مجروح شده بودند، برای مصادره کتیبه‌های هخامنشی متعلق به ایران و فروش آنها به عنوان غرامت، رد کرده بود. با توجه حکم دیوان عالی آمریکا، دانشگاه شیکاگو به دنبال این است که هرچه سریع‌تر این الواح را به ایران برگرداند.